# Uromyces croci
Uromyces croci är en svampart som beskrevs av Pass. 1876. Uromyces croci ingår i släktet Uromyces och familjen Pucciniaceae.   Inga underarter finns listade i Catalogue of Life.